# Skævinge Station
Skævinge Station er en dansk jernbanestation i Skævinge opført i 1897. Ligesom alle de oprindelige stationer på Frederiksværkbanen er den tegnet af arkitekten Vilhelm Holck.
Skævinge Station var én (ud af flere) af de stationer, der optrådte som Korsbæk Station i tv-serien Matador. Et stationsskilt med "Korsbæk" fandtes i stationen til 2006, hvor det blev købt af en samler.
Stationen havde oprindeligt både billetsalg, postkontor og ventesal, men er i dag lukket.
Skævinge station har flere gange optrådt i gamle danske film Blandt andet: Soldaterkammerater på sjov og Bussen.